# Hanna Schimek

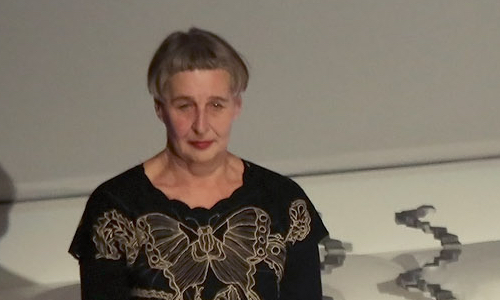
Hanna Schimek (2014)

Hanna Schimek (* 1948 in Wien) ist eine österreichische Künstlerin.

## Leben
Hanna Schimek besuchte von 1967 bis 1971 die Graphische Lehr- und Versuchsanstalt in Wien und studierte von 1972 bis 1976 an der École des Beaux-Arts in Paris.
Sie ist künstlerisch unter anderem als Fotografin, Filmemacherin, Malerin, Zeichnerin, Autorin und Installationskünstlerin tätig. Schimek arbeitet oft interdisziplinär und an der Schnittstelle zwischen Kunst und Forschung. Zu ihren Themen zählen der Alltag, das menschliche Zusammenleben und das Reisen. Sie wirkte ferner als Kuratorin und war künstlerische Leiterin der Aegina Academy, einer Veranstaltung für Kunst und Wissenschaft auf Ägina in Griechenland. Im Jahr 1981 wurde der Filmkünstler Gustav Deutsch ihr Lebenspartner. Mit ihm verband sie bald auch eine künstlerische Zusammenarbeit. Sie ist Mitglied der Künstlergruppe „Der blaue Kompressor“.
Schimeks Arbeiten wurden auf zahlreichen Ausstellungen gezeigt. Ihr Buch Ein Tag Honig, ein Tag Zwiebel wurde 2005 als Schönstes Buch Österreichs ausgezeichnet. Für den Dokumentarfilm Shirley – Visionen der Realität erhielt sie gemeinsam mit Gustav Deutsch den Österreichischen Filmpreis 2014 für das beste Szenenbild.

## Publikationen
- 2009: Ohrenzeugen oder Die Hündische Komödie. Salzburg: FOTOHOF>EDITION, ISBN 978-3-902675-21-7
- 2024: #goodandevil. Salzburg: FOTOHOF>EDITION, ISBN 978-3-903334-54-0